# Sant Agustí d'Alfara de Carles
Sant Agustí d'Alfara de Carles és una església barroca d'Alfara de Carles protegida com a bé cultural d'interès local.

## Descripció
És una obra de maçoneria ordinària amb utilització de carreus petits a les cantonades, amb un arrebossat en males condicions. La coberta és a doble vessant amb ràfec poc sortit. La planta és quadrangular.

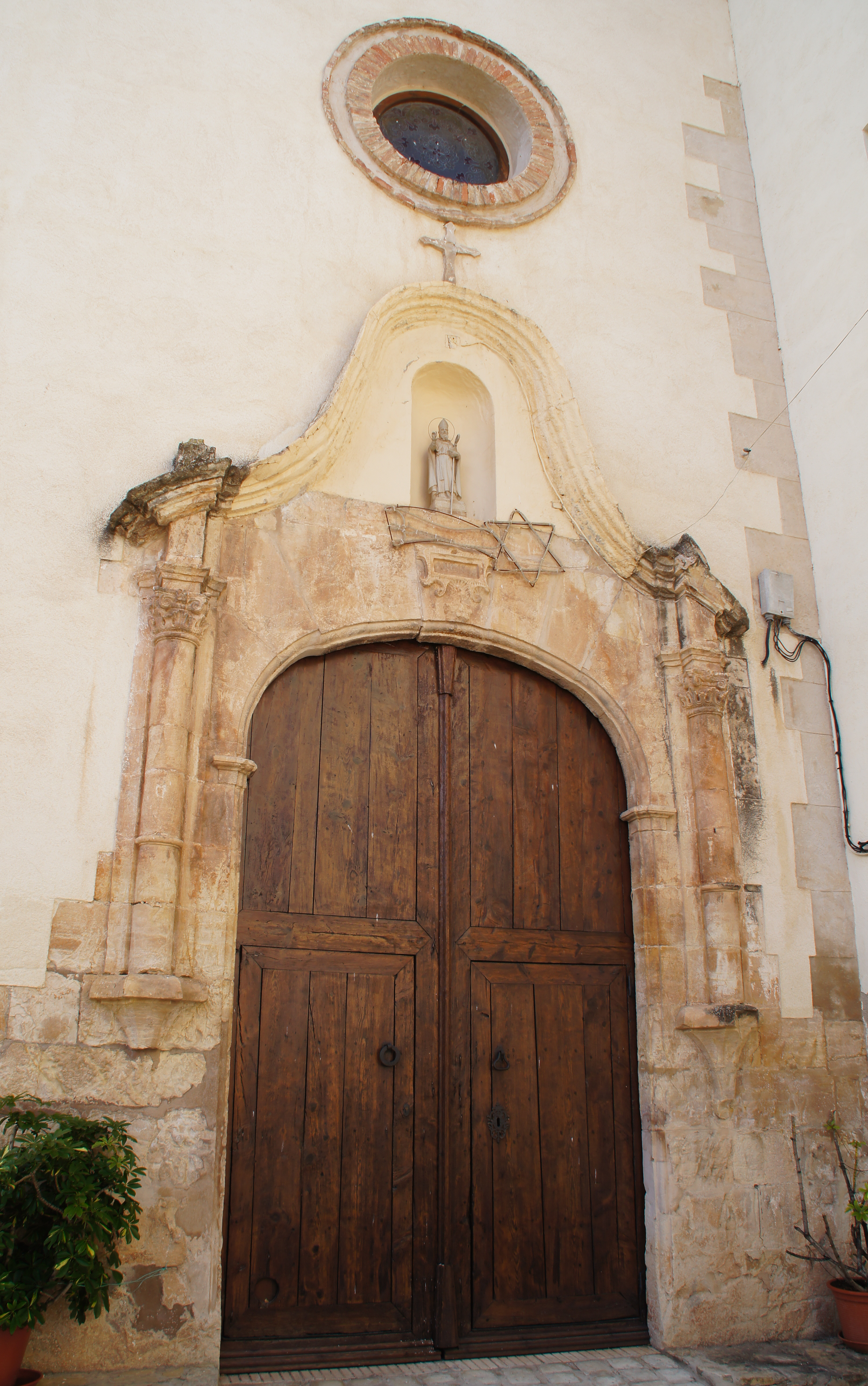
Detall de la façana de l'església de Sant Agustí

 Situada a un extrem del nucli urbà, el pronunciat pendent sobre la qual està construïda la fa gairebé un mur de contenció. Això explica el contrast entre la considerable altura en contemplar-se l'església des del carrer d'accés, mentre que la torre campanar queda a menys altura que la part alta del poble. L'edifici és molt senzill i la part de més interès és la porta d'accés flanquejada per columnes que no arrenquen de terra i que suporten una motllura corba. L'arc de la porta és de carpanell. La torre campanar en una façana lateral és de construcció més tosca, i apareix afegida posteriorment.

## Història
Fou construïda l'any 1771, fins al 1790, aprofitant una construcció anterior. Sobre un carreu de la cantonada posterior es pot llegir un petit text i la data 1769. A la clau de la porta del temple diu: "Año 1776".
El maig de 2020 van iniciar-se les obres de restauració. Les dues primeres fases (sostre i interior) van finalitzar l'agost de 2023 restant pendent els laterals del temple.